# Stepan Senczuk
Stepan Romanowycz Senczuk, ukr. Степан Романович Сенчук (ur. 23 marca 1955 w Prokopjewsku, rejon Kemerowo, zm. 29 listopada 2005 w Brzuchowicach) – ukraiński przedsiębiorca, działacz państwowy i samorządowy, szef administracji obwodu lwowskiego.
W latach 1972–1977 studiował w Instytucie Rolniczym we Lwowie, który ukończył z dyplomem inżyniera mechanika. Pracował w zawodzie inżyniera w instytucjach rolniczych. W 1993 został dyrektorem przedsiębiorstwa „Lwiwagroremmaszpostacz”. Od 1994 pełnił mandat radnego w radzie obwodu lwowskiego, gdzie kierował frakcją Partii Agrarnej. Od kwietnia 1998 do lipca 2001 pełnił funkcję przewodniczącego rady obwodu lwowskiego (szefa administracji samorządowej), przez pewien czas jednocześnie z funkcją przewodniczącego Lwowskiej Obwodowej Administracji Państwowej – od stycznia 1999 do marca 2001.
Od kwietnia 2005 był członkiem Ludowego Związku „Nasza Ukraina”. Po odejściu z funkcji w administracji obwodu lwowskiego zasiadał w radzie nadzorczej przedsiębiorstwa „Ecolan” (produkującego żywność). W listopadzie 2005 został zastrzelony obok stacji benzynowej w Brzuchowicach, prawdopodobnie przez wynajętego mordercę.